# ريان كافاناف
ريان كافاناف (بالإنجليزية: Ryan Kavanaugh)‏ هو خبير مالي ومنتج أفلام أمريكي، ولد في 4 ديسمبر 1974 في لوس أنجلوس في الولايات المتحدة.

## وصلات خارجية
- ريان كافاناف على موقع IMDb (الإنجليزية)
- ريان كافاناف على موقع ميوزك برينز (الإنجليزية)
- ريان كافاناف على موقع بوكس أوفيس موجو (الإنجليزية)
- ريان كافاناف على موقع قاعدة بيانات برودواي على الإنترنت (الإنجليزية)
- ريان كافاناف على موقع قاعدة بيانات الفيلم (الإنجليزية)